# تايتوس أونيل
تايتوس أونيل (بالإنجليزية: Titus O'Neil)‏ (مواليد 29 أبريل 1977) هو مصارع اميركي محترف ولد في شمالي أمريكا

## الأسماء الشائعة
1. الكلب النابح
2. الكلب

## روابط خارجية
- تايتوس أونيل على موقع IMDb (الإنجليزية)
- تايتوس أونيل على موقع قاعدة بيانات الفيلم (الإنجليزية)
- تايتوس أونيل على موقع دبليو دبليو إي (الإنجليزية)
- تايتوس أونيل على موقع WrestlingData.com (الإنجليزية)
- تايتوس أونيل على موقع CageMatch worker (الإنجليزية)
- تايتوس أونيل على موقع عالم المصارعة على الإنترنت (الإنجليزية)
- تايتوس أونيل على موقع عالم المصارعة على الإنترنت (الإنجليزية)